# Littérature valdôtaine
La littérature valdôtaine est la production littéraire en français ou en francoprovençal valdôtain de la Vallée d'Aoste, ancien duché du royaume de Sardaigne, aujourd'hui région autonome d'Italie.

## Origines
Les premiers ouvrages retrouvés, des textes et des chants liturgiques en langue d'oïl, remontent au XIe siècle, et font partie du recueil Diz et proverbes des saiges (1260), avec des chansons du troubadour Thibault de Champagne (mort en 1253).
Les premiers ouvrages médiévaux sont le Mystère de Saint-Bernard (XVe siècle), la Chronique de la maison de Challant (1465) de Pierre Du Bois, secrétaire du comte Jacques de Challant, consul de la cité d'Aoste et auteur d'une version valdôtaine de la Chastelaine du vergier ; et les poèmes de Boniface de Challant (1326-1426), écrits sur une paroi du château de Fénis pour le mariage de sa fille Bonne d'Uriage en 1402 et perdus. Il composa aussi une Généalogie des seigneurs de Challant, un poème de 400 vers de louange à sa famille.
Le premier ouvrage écrit par un Valdôtain et imprimé en Vallée d'Aoste fut la Vie de Saint-Grat, publié à Lyon en 1575.

## LeXIXesiècle
Jusqu'au début du XIXe siècle, la production littéraire locale se borna à une quantité assez petite de chronologies, d'hagiographies, de sermons, d'ouvrages de théologie et d'histoire, de généalogies. Au cours du XIXe siècle, les auteurs locaux subirent l'influence de Lamartine et de Victor Hugo, en maintenant toutefois un caractère conservateur, soumis à la censure de l'Inquisition.
Le premier groupe littéraire se forma grâce à la Feuille d'annonces d'Aoste, le premier journal de la région, fondé en 1841. Un groupe de poètes, connus sous le nom de la Petite Pléiade valdôtaine, se créa alors : les frères Alcide et Ferdinand Bochet (1802-1859 , 1804-1849), Augustin Vagneur (1796-1844), Joseph Alby (1814-1880), Eugène Pignet, Félix Orsières  et Léon-Clément Gérard. Leurs poèmes oscillent entre le romantisme de Lamartine, présent surtout chez Joseph Alby, et les modèles français et de la poésie pastorale du XVIIIe siècle restés loin du romantisme dominant. Alby était consul français en Sicile, à Porto Empedocle, et publia une traduction de l'Enfer de la Divine Comédie de Dante dans la Gazette de Nice en 1858.

## LeXXesiècle
Entre le XIXe et le XXe siècle, il est important de signaler l'activité de plusieurs poétesses. Deux noms à retenir sont ceux de Corinne Guillet (1883-1934) et de Flaminie Porté (1885-1941), connues par leurs pseudonymes Sœur Justine et Sœur Scholastique respectivement. La seconde étant beaucoup plus prolifique que la première, elle publia à Aoste en 1937 son recueil Gerbe de poésies glanées sur le chemin de la vie. Elle adapta notamment la mélodie originale de la Tyrolienne des Pyrénées d'Alfred Roland au texte de Montagnes valdôtaines, aujourd'hui hymne officiel de la région autonome Vallée d'Aoste.
Deux noms, ceux de Pierre Lexert (Cœur pérégrin) et de Palmyre Machet (Papier de soie), méritent d'être signalés par le fait de représenter les poètes d'origine valdôtaine nés à Paris à la suite du flux migratoire de la première moitié du XXe siècle.
Deux autres noms de poétesses de cette période à signaler sont ceux d'Herminie Gerbore (1885-1950), émigrée au New Jersey et rentrée au Val d'Aoste en 1918, et de Clorinde Vercellin, dont le recueil Poèmes de la Vallée du Lys en français et en francoprovençal valdôtain fut publié à Turin en 1978, préfacé par l'historien valdôtain Orphée Zanolli, représentant le premier exemple de poésie valdôtaine en vers libre (suivant l'influence de Paul Claudel, Paul Valéry et Guillaume Apollinaire).
Le premier ouvrage en prose en francoprovençal valdôtain consiste en six versions différentes de la Parabole du Fils Prodigue recueillies par le dialectologue Bernardin Biondelli en 1841, et publiées par Charles Saviolini en 1913.
En 1855 fut fondée l'Académie Saint-Anselme, une association d'érudits, écrivains et historiens ayant pour but la défense de la langue française et des traditions locales après l'annexion au nouveau royaume d'Italie entièrement italophone, où la Vallée d'Aoste constituait une minorité linguistique. Ce fut le début de la littérature arpitane, dont les principaux représentants furent l'abbé Jean-Baptiste Cerlogne, auteur notamment de premier Dictionnaire du patois valdôtain (1907) et de Le patois valdôtain, son origine littéraire et sa graphie (1909), et Eugénie Martinet.
Avec l'annexion au royaume d'Italie, l'activité littéraire valdôtaine en français, modeste mais prometteuse, subit un contrecoup, Aoste et Paris furent de plus en plus éloignées l'une de l'autre. Le français demeurait au cœur des Valdôtains comme la langue littéraire et écrite, tandis que le francoprovençal était la langue d'usage quotidien, que l'abbé Cerlogne ne chercha jamais à élever à langue nationale. Les ouvrages en patois ne parurent que par la suite, avec des auteurs tels que Marius Thomasset (1876-1959), avec Mes premiers essais - Proses et poésies en dialecte valdôtain (1910) et Pages volantes - Poésies et proses en dialect valdôtain (1911), l'abbé Joseph-Marie Henry (1870-1947), avec la pièce théâtrale Le femalle a lavé bouiya (= Les femmes au lavoir) de 1933, Désiré Lucat (1853-1930), avec Le soldà e le fen (= Le soldat et le foin) de 1915. L'auteur le plus important de l'époque fut le poète symboliste Léon-Marius Manzetti (1903-1936), qui eut son moment de gloire à Paris.

## La littérature arpitane
En 1955, pour la première fois dans l'histoire valdôtaine, six poètes en francoprovençal valdôtain, Anaïs Ronc-Désaymonet, Eugénie Martinet, Césarine Binel, Marius Thomasset, Amédée Berthod et René Willien, se réunirent dans le Salon ducal de l'Hôtel de ville à Aoste pour une lecture publique de poèmes. En 1963 ils organisèrent les premiers concours Abbé Cerlogne de poésie en patois, et en 1958 fut fondé le Charaban, une compagnie permanente de théâtre en patois. De nombreux poèmes furent publiés dans les revues La Grolla, par les soins de René Willien, et dans l'Esprit nomade de Italo Cossard, fondées en 1948, aussi bien que dans Le Flambeau (1949), périodique en français du Comité des traditions valdôtaines.
Il faut remarquer l'œuvre d'Anaïs Ronc-Désaymonet (1890-1955) avec Poésie campagnarde de Tanta Neïsse (1951), de Césarine Binel (1897-1956) avec Poésie patoise (1967), de la prolifique Armandine Jérusel (1904-1991) avec Rouse batarde (1964), Mondo blan (1976), L'Ouva et lo ven (1983) et Poussa de solei (1991), de René Willien (1916-1979), le promoteur du théâtre populaire en patois, éditeur de l'antologie Noutro dzen patoué (1963) et fondateur du Centre d'études francoprovençales de Saint-Nicolas en 1967, qui porte son nom.
D'autres noms à rappeler sont ceux d'André Ferré, Victor Martin, Florent Corradin, Marco Gal, Pierre Vietti et Raymond Vautherin, auteur avec Aimé Chenal du Nouveau dictionnaire de patois valdôtain (1982).